# Apollo's Song
Apollo's Song (яп. アポロの歌, Aporo no Uta, досл. Пісня Аполлона) — манґа, написана та проілюстрована Осаму Тедзукою. Публікувалася в журналі Weekly Shonen King у 1970 році
Історія розповідає про занедбаного та скривдженого юнака Шоґо, який не має жодного почуття любові. Через низку видінь, що охоплюють минуле і майбутнє, Шоґо досліджує значення любові між чоловіком і жінкою. Тедзука описує любов і смерть як цикл, який чоловіки і жінки повинні витримати і повторювати до кінця часів.

## Сюжет
Шоґо Чікаіші — юнак, чия мати-одиначка ніколи не знала його батька, оскільки він народився після низки зрад. Мати била його щоразу, коли він ставав свідком любові та ніжності, адже він був небажаною дитиною. Це призводить до того, що Шоґо вбиває різних тварин, бачачи їхнє кохання. Через це Шоґо потрапляє до психіатричної лікарні. Після шокової терапії Шоґо переживає позатілесний досвід і зустрічає грецьку богиню мудрості Афіну, яка підкорює його, щоб він переживав кохання в різні періоди до кінця життя, неодноразово помираючи, доки одного дня не зрозуміючи справжнього значення любові.
У своєму першому досвіді Шоґо потрапляє до нацистської Німеччини як німецький штурмовик, де закохується в єврейку на ім'я Еліза. Шоґо допомагає їй втекти, але вона стріляє в нього, коли дізнається, що її батьків було вбито. Поранений, Шоґо може стріляти і вбити солдатів, які побили Елізу. Вони помирають пліч-о-пліч, освідчуючись одне одному в коханні, але наступного ранку пошукова група знаходить мертвих солдатів і Елізу, забираючи її від помираючого Шоґо. Прокинувшись у клініці, Шоґо перебуває під гіпнозом і бачить ідилічний острів, на якому він живе з фотографом Наомі, після того, як їхній літак розбився і вони опинилися на острові, наповненому парами тварин. Через деякий час Шоґо і Наомі бачать вдалині корабель, який прибуває на допомогу будь-яким жителям острова. Шоґо просить їх забрати тварин, але члени екіпажу, не бажаючи піклуватися про тварин, починають стріляти в них, оскільки виникає конфлікт із тваринами. Наомі гине від випадкової кулі, залишаючи Шоґо, а тварини гинуть після виверження вулкана, який вважався сплячим.
Повернувшись у реальний світ, Шоґо звинувачують у вбивстві пацієнтки-німфоманки, і він тікає з інституту. Його швидкісну втечу від поліції бачить Хіромі Ватарі, тож вона бере його на тренування з марафонського бігу. Коли він тренується на самоті, з'являється колишній наречений Хіромі і штовхає Шоґо зі скелі, і той, здавалося б, помирає, але його рятує Хіромі. Непритомний Шоґо бачить видіння похмурого майбутнього, в якому люди підкорені расою клонів під назвою синтійці. Його посилають убити правительку синтійців, королеву Сігму, яка фізично схожа на Хіромі, але замість цього закохується в неї. Поступово королева теж починає кохати його, але після кількох нещасних випадків, пов'язаних з її клонами, Шоґо вбиває власний клон, створений прем'єр-міністром Бібімбою, генералом синтійців, який схожий на нареченого Хіромі.
Повернувшись у реальний світ, він став свідком подвійного самогубства пари, чиє кохання не було дозволено їхніми сім'ями. Дізнавшись, що Хіромі — лікар, яка намагається його «вилікувати», Шоґо намагається накласти на себе руки, але Хіромі зупиняє його, впавши за край прірви. Шоґо рятує Хіромі, і коли вони зізнаються одне одному в коханні, вона помирає в нього на руках. Поліція разом з лікарем інституту знаходять Шоґо і намагаються повідомити йому, що смерть німфоманки настала з її власної вини. Однак Шоґо каже лікареві, що нарешті знає, що таке кохання, і що без Хіромі його життя не має сенсу. Шоґо кидає тіло Хіромі в каністру з нафтою і провокує поліцію на постріл, внаслідок чого каністра вибухає і вбиває його на місці. Після цього Шоґо постає перед Афіною, яка каже йому, що він повинен продовжувати терпіти біль і страждання, доки не знайде кохання, до кінця життя. Коли Шоґо йде, Хіромі воскресає і слідує за ним.

## Виробництво
Сексуальна освіта для дітей була табу в Японії наприкінці 1960-х років, але на початку 1970-х ситуація раптово змінилася. Apollo's Song було створено в період, коли манґа все частіше зображувала сексуальні історії та образи, і стала дослідженням Тедзуки теми кохання та сексу в манґа-форматі. Цей період в Японії також був позначений жорстокими студентськими заворушеннями та інцидентами за участю активістів, і Тедзука пізніше сказав, що депресивний характер Шоґо відображає похмурі настрої та нестабільність у суспільстві в той час.

## Сприйняття
На думку Карло Сантоса з Anime News Network, Apollo's Song — це глибока, експериментальна манґа, яка поєднує в собі сюрреалізм, філософські роздуми про природу кохання та вражаючу художню майстерність. Сантос високо оцінює перші розділи, які занурюють у внутрішній світ головного героя Шоґо, однак зауважує, що фінальна частина книги, де дія переноситься у реальний світ, втрачає емоційний заряд і глибину. Попри це, він називає Apollo's Song амбітним і гідним твором, що заслуговує на увагу навіть незважаючи на деякі сюжетні провали.
Меттью Дж. Брейді з Manga Life також вважає Apollo's Song складною й насиченою історією, яка поєднує освітні елементи, трагізм і притчевість. Він зазначає, що хоча сюжет часом стає надто прямолінійним, а філософія — спрощеною, це компенсується візуальною виразністю, ексцентричністю та емоційною глибиною. Для новачків манґа може бути дещо важкою, але для поціновувачів Тедзуки — це справжня знахідка.